# Юліан Захаревич
Юліан Октавіан Захаревич (іноді Захарієвич) (пол. Julian Oktawian Zachariewicz; 17 липня 1837 Львів — 27 грудня 1898, Львів) — львівський архітектор вірменсько-німецького походження, лютеранин, один із засновників Львівської архітектурної школи, яка визначала архітектурне обличчя Львова 2-ї половини XIX — початку XX століття. Розпочинав свою діяльність як залізничний інженер.

## Біографічні відомості

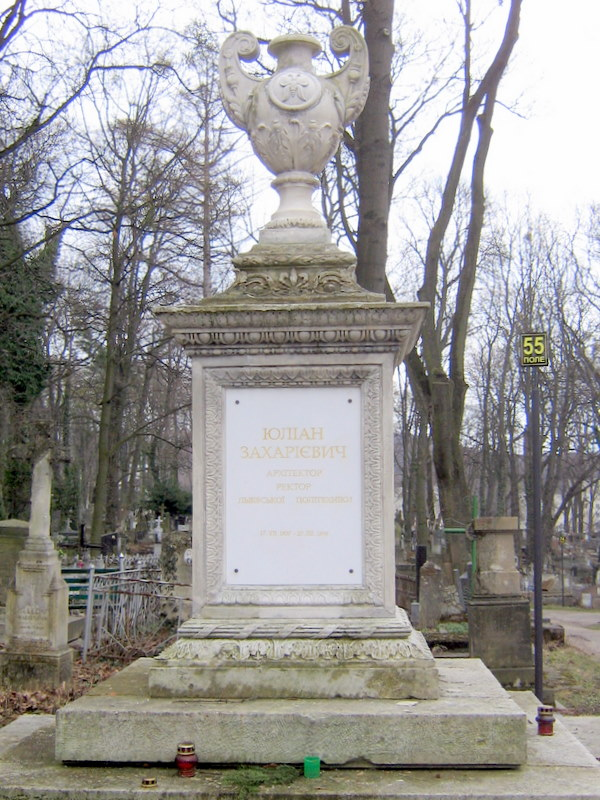
Надгробок Юліана Захаревича на Личаківському цвинтарі у Львові

Народився у Львові в родині вірменина Георгія Захаревича та німкені лютеранки Юзефи з Ґросманів. Навчався у Львові у реальній школі. Закінчив Технічну академію (1852–1857, нині — Львівська Політехніка), професійну освіту отримав у Відні (закінчив 1858, нині Віденська політехніка). Після завершення навчання працював у генеральній дирекції будівництва державних залізниць Австрійської імперії. Після ліквідації цієї установи працював на будівництві залізниці у Тімішоарі.
У 1859 року проходив практику в архітектурному бюро Леопольда Ернста при реставрації віденського готичного собору святого Стефана.
У 1860-х роках працював на Львівсько-Чернівецькій залізниці на різних посадах — від залізничного інженера почергово у Відні, Тімішоарі та Львові, до начальника руху в Чернівцях. Працюючи на цій залізниці, спроектував залізничний вокзал у Яссах.
З 1871 року — професор, завідувач кафедри архітектури Технічної академії у Львові. Від 1877 року — член Політехнічного товариства у Львові. У 1879 році входив до правління товариства. У 1881—1882 роках — ректор Політехніки. Від початку 1880-х років кореспондент Центральної комісії з дослідження та консервації пам'яток мистецтва та історії Галичини. Від 1888 — член щойно створеного Кола консерваторів та кореспондентів Східної Галичини. У 1890-х був одним з експертів на судовому процесі між Леонардом Марконі і Юзефом Каетаном Яновським у справі щодо авторства проєкту Промислового музею. Від 1892 року був одним організаторів Галицької крайової виставки у Львові. Входив до статутної виставкової комісії.
Спільно з Іваном Левинським 1885 року придбав у міста велику земельну ділянку в місцевостях Новий Світ і Байки. Від 1888 року забудовував її віллами за власними проєктами та проєктами Левинського (тепер місцевість відома під назвою Кастелівка). Поряд з Іваном Левинським та Альфредом Каменобродським був піонером створення у Львові комплексних архітектурно-будівельних компаній. Зібрав колекцію творів українського ужиткового мистецтва. Вивчав народне будівництво.
Був одружений двічі. Батько львівського архітектора і підприємця Альфреда Захаревича. З огляду на заслуги перед містом та фанатичну любов до Львова в 1877 р. отримав австрійське шляхетство II степені, з титулом "Ritter" (лицар) й додатком до прізвища "von Lwigród" — фон Львіґруд (пол. Zachariewicz-Lwigród, нім. Zachariewicz von Lwigród). Також був нагороджений австрійським Орденом Залізної Корони III степені.
Помер у Львові, похований на Личаківському цвинтарі, поле № 55. Протягом 13 квітня—15 травня 1905 року рисунки зразків дерев'яної архітектури, виконані Захаревичем, експонувалися на виставці в палаці Чапських у Кракові. У вестибюлі головного корпусу Львівської політехніки 1910 року встановлено погруддя із зображенням Юліана Захаревича авторства Юліуша Белтовського, яке урочисто відкрили 11 вересня у завершальний день П'ятого з'їзду техніків у Львові. Того ж року проєкти Захаревича експонувалися на першій архітектурній виставці у Львові. У 1901—1946 роках іменем Захаревича називалася вулиця, що нині має назву Архітекторська. 1992 року на його честь названо іншу вулицю у Львові.
Звання
- Професор архітектури;
- ректор Львівської політехніки;
- Радчий імператорського двору;
- кавалер Ордену Залізної Корони;
- депутат Державної ради;
- Голова Комісії для Державних іспитів дипломованих архітекторів;
- член Шкільної крайової ради;
- Презес промислового музею;
- Заступник Голови колегії для охорони авторських прав у галузі архітектури;
- член Ради міста Львова;
- член Товариства політехнічного[3].

## Роботи

### У Львові
- Проєкти корпусів Львівської політехніки (в ті часи — Львівська Політехнічна Школа):

пол. * головний корпус (вул. С. Бандери, 12) у 1873—1877 роках;
- - корпус Хімічної лабораторії (нинішній хімічний корпус Львівської політехніки, пл. Св. Юра, 9) — завершений у 1876 році.
- Власний будинок у стилі неоренесансу на вулиці Ірини Фаріон, 1 (1874).
- Галицька ощадна каса (1888—1891), де нині розмістився Музей етнографії та художнього промислу (проспекті Свободи, 15).
- Вілла з червоної цегли з майстернею художника Яна Стики споруджена в стилі сецесії у 1889—1890 роках проєктно-будівельною фірмою Івана Левинського. Нині тут художньо-меморіальний музей Олекси Новаківського (вул. Листопадового чину, 11).
- Низка вілл діячів науки та культури у львівському районі Кастелівка.
- Костел і монастир сестер францисканок (1876–1888, вул. Лисенка, 43).
- Водонапірна вежа у стилі неоготики на Галицькій крайовій виставці 1894 року. Співавтор Міхал Лужецький, керували спорудженням Володимир Підгородецький і Якуб Баллабан[13].

Реставрація та перебудова
- Реставрація костелу Єзуїтів у 1879 і 1891—1896 роках. Під час другої реставрації нижній ярус фасаду прикрашено чотирма статуями святих, виконаних Феліксом Павлінським у майстерні Леопольда Шімзера. Наново перекрито ліву наву, замінено дах усього костелу. Архітектор Міхал Ковальчук під керівництвом Захаревича проводив відновлення інтер'єру[14].
- Перебудова житлової кам'яниці на нинішній вулиці Князя Романа, 1-3 для потреб Крайового суду (1874, розібрано перед 1891).
- Нереалізований проєкт реставрації церкви святого Пантелеймона в Галичі (1885).
- Реставрація костелу Іоанна Хрестителя (1886—1889). Виконана Іваном Левинським та Тадеушем Мюнніхом під керівництвом Захаревича[15]. Тепер у костелі Музей історії міста Львова.
- Перебудова веж Костелу Марії-Магдалини (1889, тепер зал органної музики). Первісний проєкт виконано ще 1871 року Феліксом Ксенжарським, а пізніше перероблено Захаревичем і реалізовано.
- Костел Марії Сніжної (1888—1892), що на площі Ярослава Осмомисла.
- Реставрація кафедрального костелу в Тарнові (1889—1892)[16].

Нереалізовані проєкти
- Проєкт перебудови реформістської синагоги «Темпль». Виконаний у 1894–1896 роках, базувався на аналізі форм храму Соломона в Єрусалимі (бл. 957—950 р. до н. е.). Дані про гіпотетичний вигляд якого, почерпнув із праці Шарля Шип'є і Жоржа Перро. Проєкт передбачав значне розширення, зокрема добудову двох пілонів при вході від вул. Жовківської (нині вул. Хмельницького), збільшення вестибюля, добудову санктуарія, широкого ліхтаря посередині купола. З усього реалізовано було лише розписи інтер'єрів[17].
- Проєкт розширення дому товариства ремісників «Гвязда», що на вулиці Короленка, 7.

### В інших населених пунктах
- Вокзал у місті Ясси в Румунії (1869—1870).
- Синагога в Чернівцях у неомавританському стилі (1873—1877).
- Костел святого Михаїла у селі Заріччя біля Ярослава (1879—1880). Поєднує романські та готичні риси з неовізантійський стиль|неовізантійськими елементами. Збудований коштом графів Володимира та Альфонсини Дідушицьких. Архітектор спроєктував також орган, виконаний у Львові фабрикою Яна Слівінського. Спорудженням храму керував учень Захаревича Вацлав Ґерж. Вівтарі виготовлені за спільним проєктом Юліана Захаревича та Леонарда Марконі.
- Дерев'яна церква Воздвиження Чесного Хреста в селі Звижень. Тризрубна, триверха, з верандою на другому ярусі бабинця, оперезана галереєю. Споруджена 1888 року під керівництвом Міхала Ковальчука. 1916 року розібрана на матеріал для окопів[18].
- Палац графів Реїв у Псарах (нині с. Приозерне, Рогатинський район)[19].
- Костел у Буцневі поблизу Тернополя (1890–1891).
- Церква Різдва Пресвятої Богородиці в Маркополі. Поєднує в собі неовізантійський та неороманський стилі. Спорудження велось у 1892–1896 роках під керівництвом будівничого Ставарського із Синяви. Пізніше живописець Антін Манастирський виконав настінні розписи.
- Найпізніше з усіх палацових ансамблів у 1889 Захаревичем був зведений замок графа Адама Ґолуховського (1855—1914) в Гусятині. Казковий стиль баварських замків короля Людвіга ІІ. Ліс «Грабник» навколо палацу був перетворений Захаревичем у англійський парк. Тільки дерева цього парку залишились нині, а палац був знищений під час першої світової війни, про його стан можна судити по старих фотографіях[20].

## Галерея

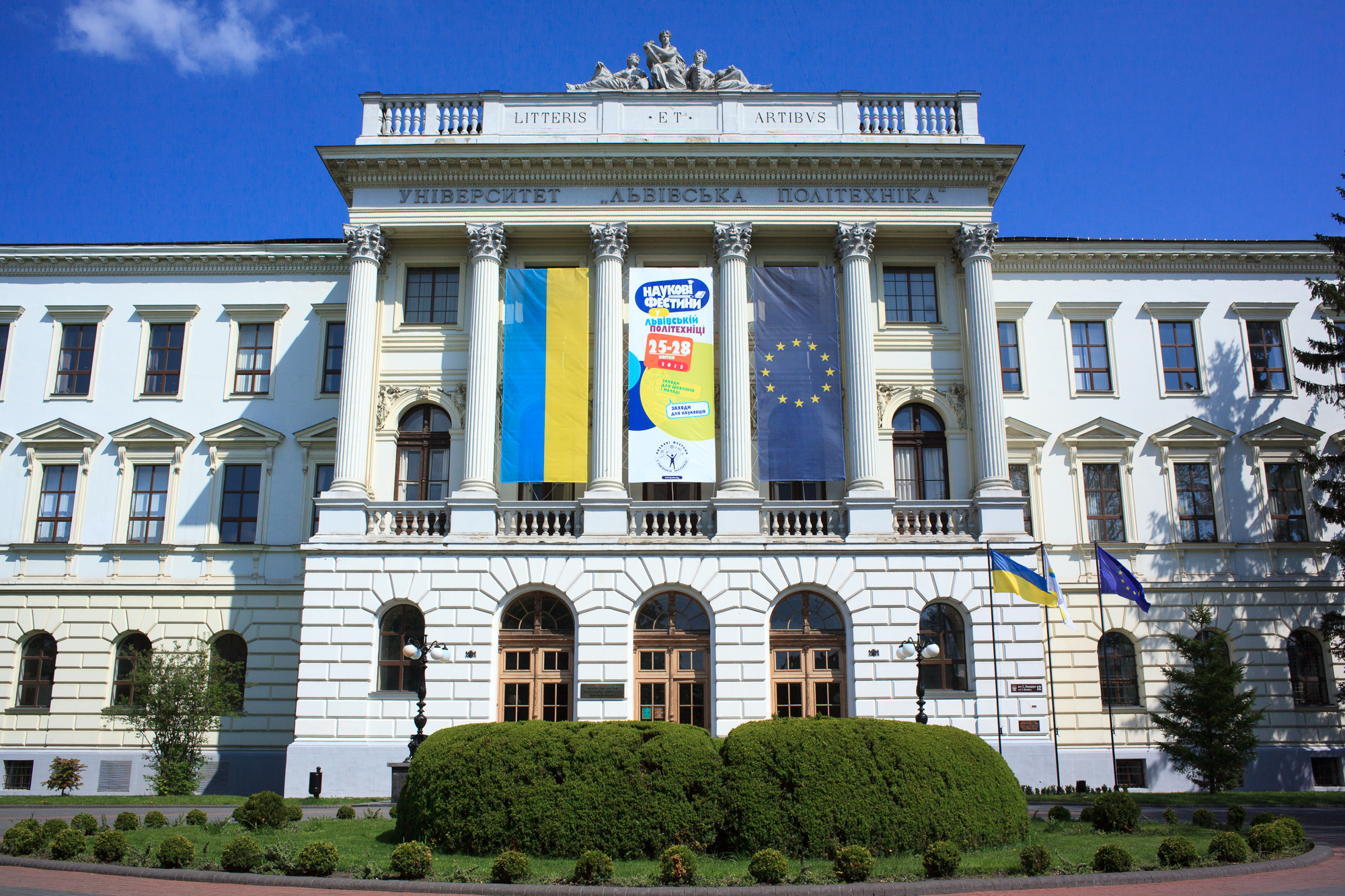
Головний корпус Львівської політехніки
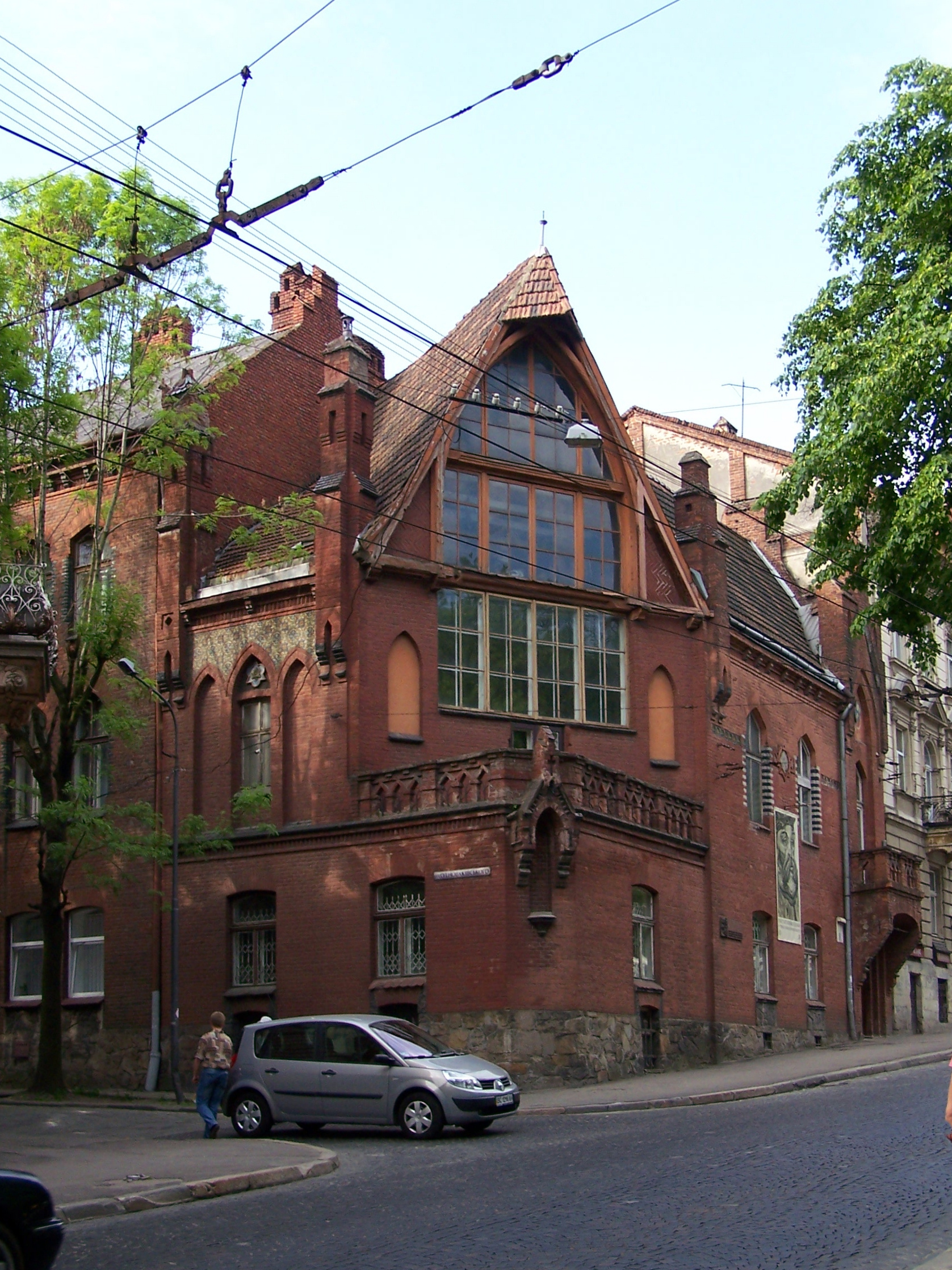
Майстерня-особняк художника Я. Стики
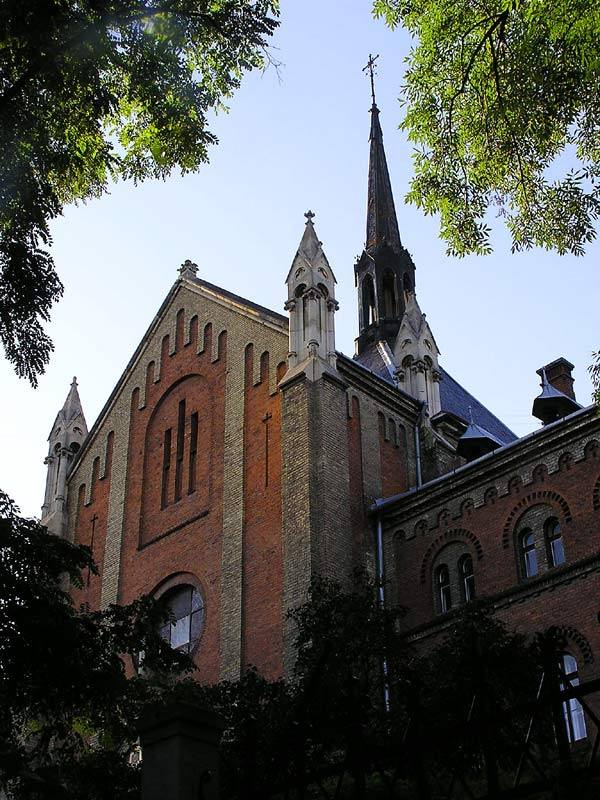
Костел і монастир сестер францисканок у Львові
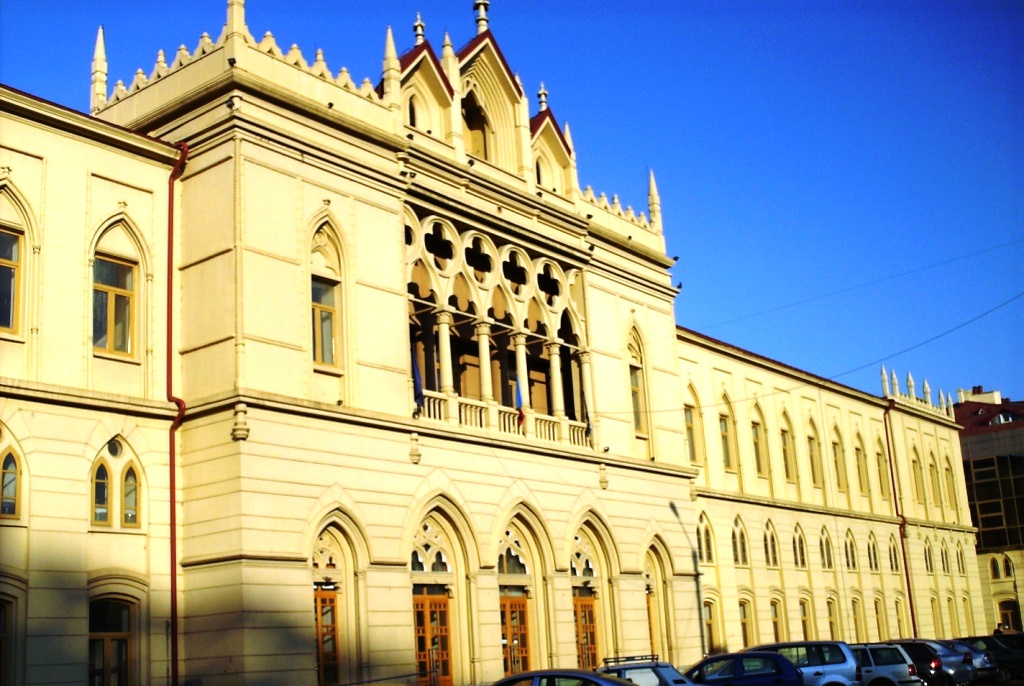
Вокзал у місті Ясси (Румунія)
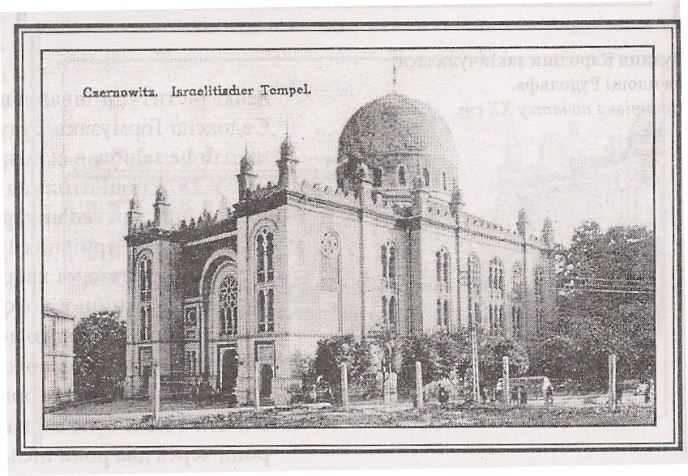
Єврейський темпль у Чернівцях
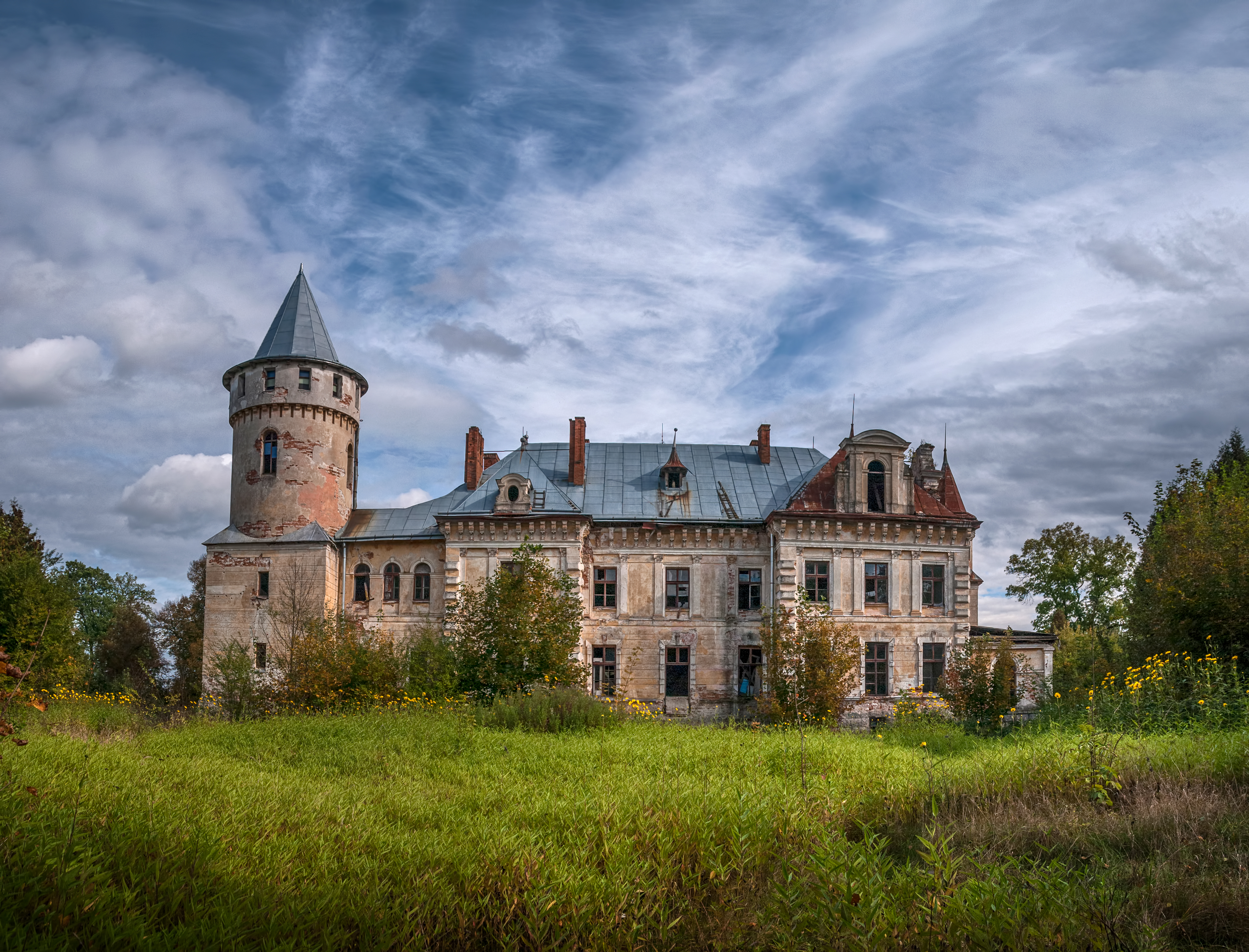
Садиба Реїв біля Рогатина